# Ngỗng Pomeranian
Ngỗng Pomeranian (tiếng Đức: Pommerngans, tiếng Pháp: L'oie de Poméranie), còn được biết đến thông qua một cái tên khác là ngỗng Rügener, là một giống ngỗng nhà.
Mặc dù chỉ có một giống được công nhận chính thức kể từ năm 1912, giống ngỗng này được phát triển bởi nông dân người Đức ở Pomerania vào đầu những năm 1500. Trong khi nó là giống ngỗng phổ biến trên khắp thị trường trên khắp châu Âu - đặc biệt là ở Đức, Ba Lan và ở Đức và cộng đồng Slav xung quanh vùng Baltic - ngày nay "có rất ít nhà lai tạo của ngỗng Pomeranian trong lịch sử."

## Giống
Ở quê hương Đức, ngỗng Pomeranian là một "giống ngỗng tiện dụng" có màu lông phổ biến là màu trắng, xám, sống lưng màu vàng da bò, và giống màu xám yên ngựa.
Giống ngỗng Saddleback Pomeranian Hoa Kỳ đóng vai trò gần như là đại diện duy nhất của giống ngỗng Pomeranian tại Hoa Kỳ và được Hiệp hội Gia cầm Hoa Kỳ công nhận. Giống ngỗng này hi6e5n nay không phổ biến và do đó tổ chức Bảo tồn giống vật nuôi Hoa Kỳ nhận định tình trạng của giống ngỗng này là "Nguy cấp".

## Ngoại hình
Ngỗng Pomeranian có trọng lượng trung bình 16 pound và đẻ khoảng 70 quả trứng một mùa mặc dù một số loại có thể sinh ra ít hơn. Chúng đóng vai trò ngỗng canh gác tốt khi có xu hướng chào đón du khách một cách náo nhiệt và ồn ào.